# Черкиара ди Калабрия
Черкиа̀ра ди Кала̀брия (на италиански: Cerchiara di Calabria) е село и община в Южна Италия, провинция Козенца, регион Калабрия. Разположено е на 650 m надморска височина. Населението на общината е 2439 души (към 2012 г.).